# 村井雄治
村井雄治（日语：／ Murai Yūji，4月17日—），日本男性配音員。出身於秋田縣。Stay Luck（預留）所屬。身高177cm。

## 人物簡介
2013年預留哇哈哈本舖。2015年以Stay Luck Work Shop生加入Stay Luck事務所，2016年起目前預留Stay Luck。

## 演出作品

### 電視動畫
2016年
- 美少女遊戲組合 Crane Game Girls Galaxy（日语：美少女遊戯ユニット クレーンゲール）（本木、大氣記者、GAME BOX客人、·P·、森永卓男 等）
- 星夢手記（年輕人）
- 槍彈辯駁3 -The End of 希望峰學園-
- 遊☆戲☆王ARC-V（傑科布）

2017年
- ACCA13區監察課（桑德派帕）
- 飆速宅男 NEW GENERATION（觀眾、櫓丸）
- 巴哈姆特之怒 VIRGIN SOUL（魔族族長）
- 便利商店情人（日语：コンビニカレシ）（三年級生）
- 單蠢女孩（反派、男A、騎士、不良）
- 梵諦岡奇蹟調查官（奧利奧拉、觀眾）
- 十二大戰（A國高官）
- 牙狼〈GARO〉-VANISHING LINE-（日语：牙狼-GARO- -VANISHING LINE-）（失蹤者的朋友）
- 魔法使的新娘（村人）

2018年
- 愛在雨過天晴時（山本、站務員、男性客人、場內廣播、男學生）
- 銀魂.（忍A）
- 愛吃拉麵的小泉同學（男子B）
- BASILISK ～櫻花忍法帖～（色衰逸馬）
- POP TEAM EPIC（旁白、鈴木一郎）
- 鬼燈的冷徹 第貳期 其之貳（面接22號）
- 實驗品家庭（男性客人）
- Lostorage conflated WIXOSS（攝影師、披薩店、店員、男性）
- PERSONA5 the Animation（排球社員D）
- 藍海少女！～Advance～（客人）
- 卡片鬥爭!! 先導者 (2018年版)（學生B、沉默的騎士 加勒廷、伊達男 羅馬利歐、 等）2系列
- 行星與共（天狼星兵(4)、評論員(1)）
- Angolmois 元寇合戰記（次郎、昆畢庶側近、蒙古兵）
- 雷頓神秘偵探社 ～卡特莉的解謎事件簿～（查德）
- 叛逆性百萬亞瑟王（龍套亞瑟、男D、礦工、男性）
- 我喜歡的妹妹不是妹妹（男性客B）
- 狐狸之聲（AD、主播）
- Banana Fish（同伴）
- 錢進球場（公司職員）

2019年
- 不吉波普不笑（手下、小丑、羽原健太郎[2]）
- 皿三昧（經理）
- FAIRY TAIL（士兵、魔道士）
- 真·中華一番！（副鎮長、觀眾、胡大人）
- PSYCHO-PASS 3（無人機迷、主持人、來良煜元）
- 海盜戰記（阿謝拉特傭兵團員、狙擊手）

2020年
- 怕痛的我，把防禦力點滿就對了（水晶蜥蜴）
- 虛構推理（無名、記者）
- 僵僵僵 殭屍君（日语：ゾゾゾ ゾンビーくん）（祖魯、伊魯·火山·加索、卡車司機、會社員A、殭屍獵人·喬、救生員、巴祖卡殭屍、加斯特烏爾、外星人）
- 籃球少年王（新城部員、西條部員）
- 聆聽者（銀河宮殿家族A）

2021年
- 工作細胞BLACK（紅血球）

2023年
- 為了養老，我要在異世界存8萬枚金幣（隊長）
- 致不灭的你（臣下）
- 真·進化果實～不知不覺踏上勝利的人生～（破壞男）
- 躍動青春（成瀨、松本）
- 神劍闖江湖－明治劍客浪漫譚－（警官、民權壯士、隊士、私兵）
- 咒術迴戰 第2期（改造人、一般人、疱瘡神（疱瘡婆））
- 不死少女的謀殺鬧劇（鸚鵡）
- 鴨乃橋論的禁忌推理（警官）
- 巨獸防衛企業 BULLBUSTER（奈隆）
- 川越男子歌唱團（學生）
- 靠著魔法藥水在異世界活下去！（近衛兵）
- 黑暗集會（伊藤、警官B）
- 七大罪 啟示錄四騎士（客人）

2024年
- 藥師少女的獨語（圍觀者）
- 金屬口紅（酒保）
- 月光下的異世界之旅 第二幕（烏迪·貝拉[3]）
- 葬送的芙莉蓮（夏爾夫）
- 為了在異世界也能撫摸毛茸茸而努力。（村長）
- 異修羅（梅濟市士兵）
- 迷宮飯（屍體回收員B）
- 因為不是真正的夥伴而被逐出勇者隊伍，流落到邊境展開慢活人生2nd（村人①）
- 新幹線戰士 Change the World（津川阿賀野[4]）
- 吸血鬼男子宿舍（捕捉的人）
- 身為魔王的我娶了奴隸精靈為妻，該如何表白我的愛？（野盜首領、亡靈瓦雷法爾）
- 蜻蛉高球（叔父）
- 終末的火車前往何方？（重金屬殭屍、殭屍）
- 失憶投捕（帝德高中棒球部）
- 我的英雄學院 第7期（田島）
- RINKAI！女子競輪（皮埃爾）
- 怪異與少女與神隱（數學教師）
- 學姊是男孩（體育教師、蒼井裕司）
- 再見，地球（町人、托蒂）

2025年
- 我的幸福婚約 第二期

### OVA
2020年
- ACCA13區監察課 Regards（桑德派帕）

### 動畫電影
2018年
- 詩季織織「小小時裝秀」（年輕總裁）

2025年
- 電影版 學姊是男孩 雨過天晴（蒼井裕司[5]）

### 網路動畫
2017年
- 黑白來看守所（男）

2018年
- 衛宮家今天的餐桌風景（店員）

2019年
- 拳願阿修羅（觀眾B）

2020年
- 攻殼機動隊 SAC_2045（日语：攻殻機動隊 SAC_2045）（內褲男、警備員、SP）

2023年
- 終末的女武神II（柯南·道爾、史密斯、葛飾北齋、梵天）

### 遊戲
2016年
- VIIDOG CODE（安芸虎徹）

2017年
- 白貓Project（優／見／言／聞）
- 魔女與百騎兵2（∟WR兵 等）
- 蝶蝶事件Rhapsodic

2018年
- D×2 真·女神轉生Liberation（日语：D×2 真・女神転生 リベレーション）
- 真紅之焰 真田忍法帳（日语：真紅の焔 真田忍法帳）
- Princess Connect！ Re:Dive（2018～2019，貴族、男性、王宮騎士）
- 審判之眼：死神的遺言（虎牙松久）

2019年
- 侍魂 曉（首斬破沙羅）[注 1]

2020年
- 奧林匹亞晚會（叉梗[6]）

2024年
- 怪物彈珠（希亞聶甲瑪）

### 廣播劇CD
2016年
- 來組樂團吧 BLAST／Dreamer（日语：バンドやろうぜ!）（棒球社員）
- 來組樂團吧 FairyApril／Storm flight（日语：バンドやろうぜ!）（工作人員C）
- 來組樂團吧 Cure2 tron（日语：バンドやろうぜ!）（同班同學A）

### 外語配音

#### 電影／電視影集
| 作品年份 | 作品名稱               | 配演角色                    | 演員                 | 媒介               |
| -------- | ---------------------- | --------------------------- | -------------------- | ------------------ |
| 1993     | 年少輕狂               | 凱文·皮克福德               | 肖恩·安德魯斯        | 2016年劇院再公映版 |
| 2001     | 白爛賤客               | 葛頓                        | 狄爾里奇·巴德        | Netflix頻道        |
| 2010     | 火線警探               | 吉米·托朗                   | 傑西·路肯            | DVD版本            |
| 2015     | 意外製造公司           | 莫辛                        | 那維德·喬杜里        | DVD版本            |
| 2015     | 絕密搜查               | 相基                        | －                   | DVD版本            |
| 2015     | 聖獄：耶路撒冷         | 駕駛                        | －                   | DVD版本            |
| 2015     | 金牌黑幫               | －                          | －                   | BD版本             |
| 2015     | 獵巫行動：大滅絕       | 艾利斯                      | 喬·吉爾根            | BD版               |
| 2015     | 空心                   | 席斯                        | 理查·哈蒙            | DVD版本            |
| 2015     | 福爾摩斯與華生 (第4季) | 奇斯·艾略特                 | 傑森·迪登            | 東京電視台版       |
| 2015     | 星光殺機               | 丹尼、顧客1、隊員1、提姆 等 | －                   | DVD版本            |
| 2016     | 反擊                   | 梅鐸                        | 洛奇林·莫羅          | DVD版本            |
| 2016     | 駭客軍團 (第2季)       | 里昂                        | 喬伊·巴達斯          | DVD版本            |
| 2016     | 冰瘋鯊                 | 薩米                        | 特拉維斯·林肯·考克斯 | DVD版本            |
| 2017     | 金剛戰士               | 柯特·華萊士                 | 韋斯利·馬西尼斯      | BD版本             |
| 2019     | 在黑暗中說的鬼故事     | 奧古斯特·“奧吉”·希德布蘭德  | 蓋博瑞·拉許          | 影碟版本           |

## 腳註

## 外部連結
- Stay Luck公式官網的聲優簡介 （日語）
- 村井雄治的X（前Twitter） （日語）